# بیدبندر
بیدبندر روستایی از توابع بخش مرکزی شهرستان زرند در استان کرمان ایران است.این روستا به دلیل گیاهان دارویی شهرت دارد و روستای کوهستانی است

## جمعیت
این روستا در دهستان سربنان قرار دارد و براساس سرشماری مرکز آمار ایران در سال ۱۳۸۵، جمعیت آن زیر سه خانوار بوده‌است و یک روستای توریستی به حساب می رود در فصل زمستان در این روستا رودخانه پیدایش می شود